# ان‌جی‌سی ۳۰۱
ان‌جی‌سی ۳۰۱ (انگلیسی: NGC 301) نام یک کهکشان مارپیچی در صورت فلکی نهنگ است.